# Fraortes
Fraortes (?-625 fvt.) var den første egentlige konge af Medien og den som forskerne i dag mener samlede alle de mediske stammer under sit herredømme.
Fraortes efterfulgte sin far, Deiokes, som en slags storhøvding eller konge af store dele af Medien i 647 fvt.
Tidligere mente man på baggrund af den græske historiker Herodots oplysninger at det var Deiokes der samlede de mediske stammer. Men forskerne er i dag rimeligt enige om at den egentlige samling blev fuldendt under Fraortes. 
Fraortes følte sig i 625 fvt. stærk nok til at angribe det mægtige Assyrien, da dette rige næsten lige havde mistet sin mægtige konge, Assurbanipal II. Fraortes led dog nederlag og mistede livet i sit forsøg på at udvide sit rige. Han blev efterfulgt af sønnen Kyaxares.
I Fraortes' regeringstid blev den mediske nordvestfront hærget af invaderende skytere, men ellers lader det til, at han efterlod sig en stærk statsdannelse til sin søn.
Udvalgt litteratur
Thomsen, Rudi, Det persiske Verdensrige (Aarhus universitetsforlag, 1995)